# Halbblut (1919)
Halbblut ist ein deutsches Stummfilmdrama in vier Akten von Fritz Lang. Es ist Fritz Langs erster selbst inszenierter Film. Der Spielfilm gilt als verschollen.

## Inhalt
Edward Scott lernt in Santa Fé das „Halbblut“ Juanitta, eine „Opiumdirne“, kennen und verliebt sich in sie. Er heiratet Juanitta und bringt sie mit nach Europa. Bei einem Treffen mit seinem Freund Axel van der Straaten kommt das Gespräch auch auf Juanitta und Axel behauptet, ein „Halbblut“ wie Juanitta sei einem Mann nicht ebenbürtig: Man könne sie zwar als Geliebte haben, jedoch nicht heiraten. Edward widerspricht ihm nicht und Juanitta, die das Gespräch heimlich belauscht hat, verachtet ihren Mann von nun an. Sie ignoriert ihn und provoziert seine Eifersucht so lange, bis er in ein Irrenhaus eingewiesen wird.
Juanitta gibt sich nun Axel van der Straaten hin, umgarnt und verführt ihn, bis er ihr schließlich verfällt. Sie bringt ihn zum Glücksspiel, wo er sein Vermögen verliert. Durch ihren Einfluss wird er zum Falschspieler und Juanitta verrät ihn aus Rache an die Polizei. Der Verhaftung jedoch kann sich Axel entziehen.
Juanitta will mit dem ergaunerten Geld und ihrem neuen Liebhaber, dem Mestizen, nach Mexiko fliehen. Axel jedoch hat erkannt, dass Juanitta nur aus Rache mit ihm gespielt hat, und erschießt sie.

## Produktion
Halbblut entstand als Teil der von der Decla von 1918 bis 1919 gedrehten Ressel-Orla-Serie und galt der zeitgenössischen Kritik als der zu dem Zeitpunkt „beste von der Decla herausgebrachte Orlafilm“.
Die Außen- und Innenszenen von Halbblut wurden im Atelier gedreht, was Anlass zu Kritik gab: „Solche Scherze hat man sich ehemals erlauben können. Heute stört jede ‚Freilichtaufnahme‘, die man im Glashaus herstellen läßt“.
Die Dreharbeiten liefen von Januar bis Anfang Februar 1919. Halbblut erlebte seine Uraufführung am 3. April 1919 im Berliner Marmorhaus.

## Kritik
Die zeitgenössische Kritik befand, dass sich Halbblut „besonders durch seine von Akt zu Akt steigernde dramatische Handlung aus[zeichnet], die ihn bei der […] durchaus guten Regie und einwandfreien technischen Bearbeitung zu einem Spielfilm bester Qualität stempelt.“ Halbblut wurde als „Mischung von Alraune und Opium“ bezeichnet und das Drehbuch als „spannend und logisch fehlerlos aufgebaut“ gelobt.